# Герб Осло
Герб Осло (норв. Oslo) — символ, опознавательно-правовой знак столицы и самого крупного города Норвегии — Осло.

## Описание
Герб официально утверждён в 1892 году. Нынешний герб является версией 1924 года, разработанной Børre Ulrichsen и Carsten Lien.
Представляет собой современную версию древней средневековой печати города Осло, которая восходит примерно к 1300 году.
Это один из старейших символов Норвегии. Даже после введения на её землях протестантской Реформации он продолжал использоваться как печать св. Халльварда, хотя и с изменениями.
Изображение основано на легенде о святом Римско-католической церкви Халльварде, мученике, покровителе Осло, который почитается в Католической церкви как заступник невинных людей.
На гербе изображен одетый в красный хитон, капот и шлем святой Халльвард, который сидит на троне со львами, держа в руках свои атрибуты: мельничный жёрнов и стрелы. У его ног — повернутая влево обнажённая мёртвая женщина. На заднем плане — голубое небо с четырьмя золотыми звёздами.
По краю печати — надпись на латыни, которая гласит: «OSLO UNANIMITER ET CONSTANTER» (Осло, единый и постоянный). Венчает герб корона из пяти башен.
Осло — единственный город в Норвегии, в гербе которого используется не общепризнанный в геральдической традиции щит, а имеющий овальную форму.

## Легенда
Халльвард, переплывая на корабле Драмменфьорд, встал на защиту жизни женщины (скорее всего рабыни), которая получила убежище на его судне, также упоминалось, что она была беременна. Экипаж корабля несправедливо обвинил женщину в воровстве. Защищая жизнь ложно обвинённой, Халльвард был вместе с ней убит, получив смертельное ранение: разъярённые преступники стреляли в них из луков. Женщину похоронили на берегу, а тело убитого Халльварда убийцы пытались, привязав мельничный жёрнов, скрыть в морской пучине возле фьорда Драммен, но останки святого чудесным образом не тонули, несмотря на груз. В результате убийство Халльварда было раскрыто.
Почитание Халльварда возникло в Католической церкви в Средние века. Он считается заступником невинных людей. В 1130 году в Осло был построен кафедральный собор, носящий его имя, где хранились мощи святого.